# Wojciech Przybylski (szachista)
Wojciech Przybylski (ur. 11 stycznia 1985 w Poznaniu) – polski szachista, mistrz FIDE od 2007 roku.

## Kariera szachowa
Sukcesy zaczął odnosić w wieku juniorskim. Zdobył dwa medale w mistrzostwach Polski juniorów w szachach szybkich (złoty – 2003, brązowy – 2002) oraz jeden medal w mistrzostwach Polski juniorów w szachach błyskawicznych (brązowy 1999). Siedmiokrotnie startował w finałach mistrzostw Polski juniorów w szachach klasycznych. Jest dwukrotnym medalistą drużynowych mistrzostw Polski w szachach błyskawicznych (złoty – 2019, brązowy – 2007). W 2015 r. jedyny raz w karierze wystąpił w finale indywidualnych mistrzostw Polski mężczyzn, zajmując w Poznaniu 21. miejsce (zawody rozegrano systemem szwajcarskim). W 2018 r. zdobył w Ostrowie Wielkopolskim tytuł mistrza Polski przedsiębiorców.
Odniósł szereg sukcesów w otwartych turniejach międzynarodowych, m.in. w latach: 2005 (dz. IV m. w Poznaniu), 2006 (dz. I m. w Poznaniu), 2007 (dz. I m. w Ostrawie, II m. w Gorzowie Wielkopolskim, II m. w Poznaniu), 2009 (dz. II m. w Policach), 2013 (II m. w Poznaniu), 2014 (I m. w Poznaniu) oraz 2015 (dz. II m. w Katowicach – Turniej Przyjaźni Polsko-Węgierskiej).
Najwyższy ranking w dotychczasowej karierze – 2395 punktów – osiągnął 1 października 2007.